# Wikked Lil' Grrrls
Wikked Lil' Grrrls es el segundo álbum de estudio de la cantante canadiense Esthero, su primer trabajo de larga duración en siete años. El disco fue publicado el 25 de junio de 2005 bajo el Reprise Records en Norteamérica. El álbum recibió críticas mixtas en su lanzamiento, con comentarios que en general elogiaron la capacidad vocal de Esthero por parte de los músicos contemporáneos, pero que a la vez expresaron sentimientos entremezclados por el eclecticismo del disco. 
El álbum se convirtió en el primero en ingresar en su carrera en entrar a las listas de éxitos en los Estados Unidos, alcanzando el puesto #24 en el Heatseekers Albums. Dos sencillos se lanzaron para promocionar el disco: "We R in Need of a Musical Revolution" y "Fastlane".

## Producción
Luego de su desvinculación de Work a fines de 1999 debido a las bajas ventas de su primer álbum Breath from Another y la absorción de su discográfica por Epic Records, Esthero firmó un contrato con Reprise Records. Orlando Puerta, director de marketing de Reprise Records mencionó: "De alguna manera ella perseveró, y es lo suficientemente especial como para que no la dejemos ir". Esther comenzó a componer las canciones de su segundo álbum antes de su salida de Sony, lo que le tomó cerca de cuatro años hasta que a fines de 2003 empezó sus sesiones de grabación. 
En noviembre de 2004, previo al lanzamiento de Wikked Lil' Grrrls', Esthero lanzó un extended play promocional titulado We R in Need of a Musical Revolution, que además de incluir la canción homónima, tenía tres canciones inéditas: "The Lull-a-Bye", "I Drive Alone" u "Amber & Tiger's Eye".

## Sencillos
- "We R in Need of a Musical Revolution" fue lanzado primeramente como parte del EP homónimo junto a otras seis canciones el 23 de octubre de 2004. Posteriormente se grabó un videoclip para la promoción del sencillo, aunque finalmente no logró ingresar a las listas de éxitos.
- "Fastlane" fue publicado el 28 de julio de 2005 como el segundo single del disco. Ingresó en la lista de éxitos Dance Club Songs de Billboard debutando en el puesto #10 para posteriormente subir al #5, permaneciendo ahí durante 15 semanas.[11] Por otro lado, obtuvo el puesto #9 en los charts de Dance Singles Sales, quedándose en dicha posición por 4 semanas.[11] Su discográfica produjo varios remixes del sencillo posterior a su publicación.[12]

## Lista de canciones
| N.º   | Título                                                 | Escritor(es)                                         | Duración |  |
| 1.    | «We R in Need of a Musical Revolution»                 | Esthero, James Robertson, Jully Black, Spookey Ruben | 4:06     |  |
| 2.    | «Dragonfly's Intro»                                    | Jemeni                                               | 1:32     |  |
| 3.    | «Blanket Me in You (Never Is So Soon)»                 | Esthero, Adam Bravin                                 | 4:58     |  |
| 4.    | «Everyday Is a Holiday (With You)» (feat. Sean Lennon) | Esthero, Sean Lennon                                 | 4:05     |  |
| 5.    | «Thank Heaven 4 You»                                   | Esthero, Camara Kambon                               | 4:30     |  |
| 6.    | «If Tha Mood» (feat. Shakari Nyte)                     | Doc McKinney, Kobe Eshun, Krista Gonzales            | 4:31     |  |
| 7.    | «Bad Boy Clyde»                                        | Esthero, Krista Gonzales                             | 3:36     |  |
| 8.    | «Beautiful Lie»                                        | Esthero, Larry Kline                                 | 5:10     |  |
| 9.    | «Junglebook»                                           | Esthero, Brian West, Gerald Eaton                    | 4:49     |  |
| 10.   | «My Honeybrown»                                        | Esthero                                              | 0:26     |  |
| 11.   | «Wikked Lil' Grrrls»                                   | Esthero, Krista Gonzales, Malik Worthy               | 4:18     |  |
| 12.   | «Gone» (feat. Cee Lo Green)                            | Esthero, Keith Crouch, Green, Jubu                   | 5:16     |  |
| 13.   | «My Torture»                                           | Esthero, Bravin, Oliver Johnson                      | 6:26     |  |
| 14.   | «Melancholy Melody»                                    | Esthero, James Poyser                                | 4:36     |  |
| 15.   | «Fastlane» (feat. Jelleestone & Jemeni)                | Esthero, Krista Gonzales, Doc                        | 4:53     |  |
| 16.   | «Dragonsfly's Outro»                                   | Esthero, Bill Conti                                  | 4:05     |  |
| 17.   | «Brave Bear Woman»                                     | Esthero                                              | 0:18     |  |
| 67:57 |                                                        |                                                      |          |  |